# WAAO-FM
WAAO-FM (93.7 FM) est une station de radio locale américaine. Sa zone de diffusion couvre la ville de Andalusia, dans l'État de l'Alabama. Elle est la propriété de la Companion Broadcasting Service.
La grille des programmes est principalement axée sur la musique country ainsi que sur l'information de proximité et les chroniques locales. Les principaux matchs de l'équipe de football américain de la Auburn University sont également retransmis sur son antenne.

## Histoire
La radio voit le jour en 1987, année au cours de laquelle elle reçoit une accréditation officielle de la commission fédérale des communications. Le 9 avril, cette dernière lui octroie l'indicatif WAAO-FM. 
En 1989, la station reçoit une autorisation d'émettre, originellement sur la fréquence 104.7 FM, puis l'année suivante sur la fréquence 107.3 FM.
Le 17 octobre 2015, WAAO-FM 93.7 a reçu l'autorisation de commencer à émettre à 23 kW, et le 21 octobre 2015, il a obtenu une licence pour diffuser sur 93,7 MHz.

## Source
- (en) Cet article est partiellement ou en totalité issu de l’article de Wikipédia en anglais intitulé « WAAO-FM » (voir la liste des auteurs).